# 納克什雅罕體育場
納克什雅罕體育場（波斯語：‎, Varzešgâh-è Naqš-è Jahân，意義為世界鏡體育場，以伊瑪目廣場為名）是一座位於伊朗伊斯法罕的足球場。它在2003年至 2007年期間一直是塞帕罕體育俱樂部的主場，並於2016年重新開放後再次作為主場。目前可容納75,000名觀眾，它是伊朗第二大體育場。